# Дори (копье)
До́ри или до́ру (греч. δόρυ) — копьё, бывшее основным оружием древнегреческих тяжёлых пехотинцев — гоплитов.
Впервые упоминается в поэмах Гомера, к примеру в Иллиаде, как обозначения копья, и с тех пор вошло в употребление в качестве обозначения копья гоплитов. В силу своего размера дори было непригодно для метания, в отличие от дротиков.

## История
Дори впервые упоминается в IX-VIII веках до нашей эры в Иллиаде(11, 43) как обозначение копья. Из этого следует, что к моменту начала создания этой поэмы дори уже активно применялось в месте, где жил Гомер. В дальнейшем копьё распростронилось на весь эллинский мир и применялось от северных границ в Македонии до дальних колоний в Галлии. В силу основной тактики греков, предпологающей плотное построение пехотинцев, дори позволяло создавать устойчивое построение. Благодаря длине копья в районе трёх метров задние ряды могли помогать передним, при этом не подставляясь под удар, так что прорвать фалангу в лоб было практически невозможно.
Известны случаи, когда греческие пехотинцы, вооружённые дори, одерживали победы против численно превосходящих неприятелей. Так, в битве при Фермопилах греки, уступая персам почти в сотню раз, смогли сдерживать их натиск в течение нескольких дней пока не были атакованы в тыл, при этом в лоб пробить фалангу не получилось.
В дальнейшем сариса начала постепенно вытеснять дори. Из-за своей длины эти пики лучше подходили для сдерживания натиска, а использование конницы для атаки во фланг позволяло компенсировать ослабленный урон. В битве при Хероннее македонцы смогли разгромить объеденённую греческую армию. В дальнейшем, после разгрома Македонии Римлянами и захвата всего греческого мира Римом дори изчезает как оружие массового применения.

## Строение
Дори представляло собой копьё длиной до трёх метров. Наконечник был в виде плоского листообразного, не имеющий боковых «рогов». При этом в бою дори, в силу своего размера, могло ломаться, и для таких случаев на другой стороне был шип. Вес всей конструкции был в районе двух килограмм.